# Дусанів
Дуса́нів — село в Україні, у Львівському районі Львівської області. Орган місцевого самоврядування — Перемишлянська міська рада. Населення становить 690 осіб.

## Географія
Межує з селами — Бачів, Іванівка (Янчин), Кліщівна, Липівка (Фірлеїв). Село розташоване за 18 км на південь від районного центру.

## Історія
За переказами старожилів, спочатку село було розташоване дещо західніше від теперішнього Дусанова, ближче до річки Гнила Липа. Внаслідок татарських набігів перемістилося вглиб лісів.
За народною етимологією назва села походить від дієслова «дусити, душити». Імовірно, що назва села походить від давньослов'янського імені Душан. Це ім'я було поширене в мовах південних слов'ян, зокрема в сербів. У дохристиянські часи на одному з горбів біля села імовірно стояв ідол якогось божества, який після встановлення християнства був скинутий в долину. Про це нагадують теперішні назви Бабина гора та Бабин діл. Бабами називали у нас кам'яних ідолів (скіфські баби).
Перша письмова згадка про Дусанів походить від 1370 року, коли князь Владислав Опольський надав село у власність руській родині Романовських. У XV та на початку XVI століття власниками Дусанова були Кривецькі. У другій половині XVII століття село перейшло у власність родини Цетнерів. У Дусанові був досить значний фільварок. У середині XVIII століття село перейшло у власність родини Лосів.
Цікаву інформацію про село можна почерпнути з Йосифінської земельної метрики 1787 року. Тоді в Дусанові було 87 номерів, 78 селянських господарств. Побутували 58 прізвищ. 18 з них були утворені від власних імен людей (Дмитрів, Михайлів, Костишин та ін.), 10 — від професій та занять (Олійник, Кухар, Стельмах, Машталір).

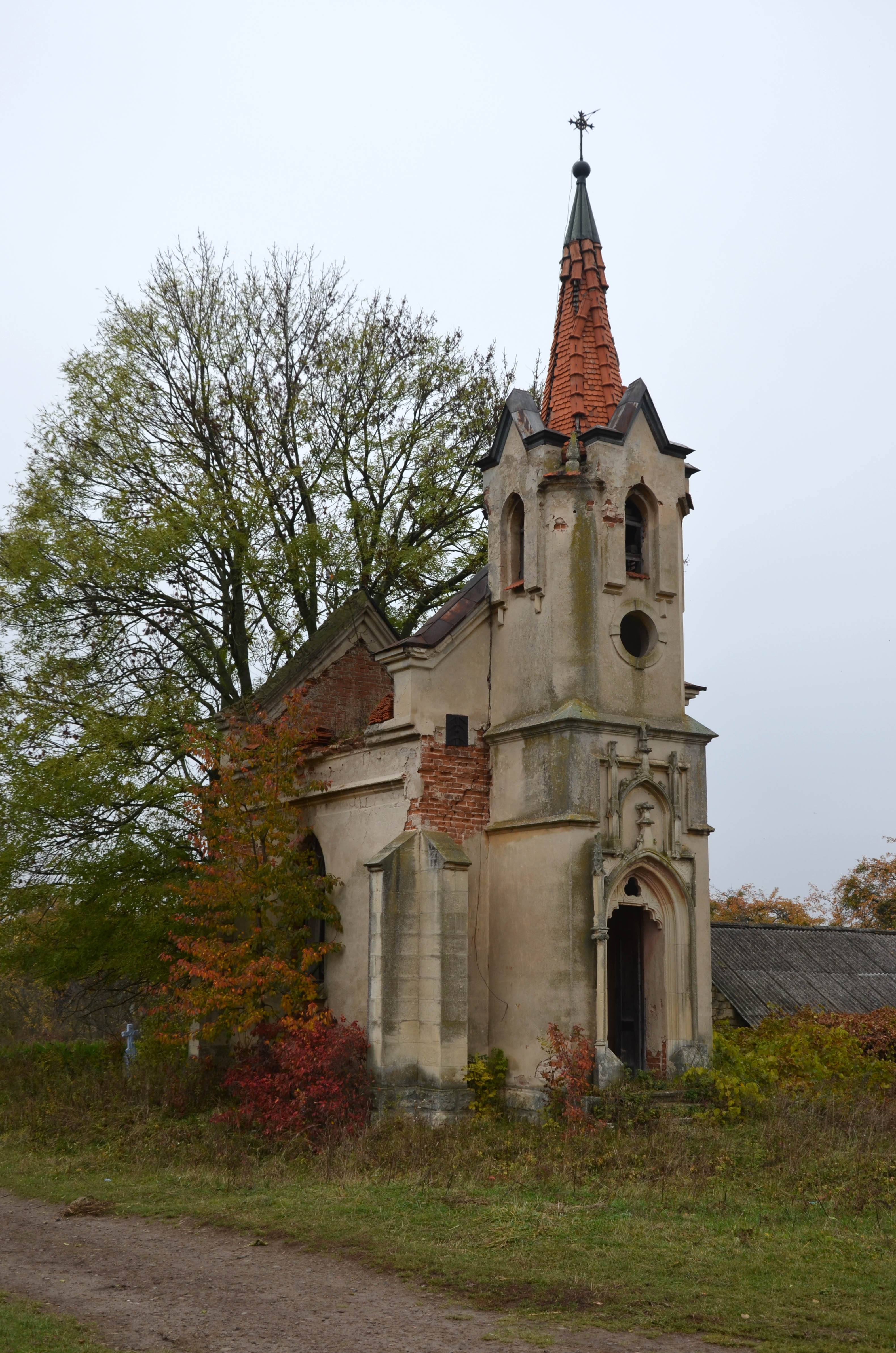
Римо-католицька каплиця-мавзолей у Дусанові. Початок XX століття.

У Францисканській земельній метриці 1820 року зазначено, що в селі було вже 134 номери, а господарств було 131. Серед 87 прізвищ найбільш поширеними в селі були Дорош, Івасюта, Копчак, Приймів (по 4 родини), Будзан, Василиків, Гринина, Дальовський, Комарянський, Кушнірів, Панчишин, Проньків, Расяк, Романишин (по 3 родини).
У 1860 році громада користувалась овальної форми печаткою. Всередині її був зображений сніп, з якого стирчали ціп та коса. Між ними над снопом був зображений серп. По краю печатки йшов напис польською мовою «Печатка громади Дусанів». Такі печатки були типовими для багатьох сіл Львівщини. 
1880 року у Дусанові проживало 1169 осіб, з яких 838 греко-католиків, 103 римо-католики та 13 юдеїв. Власниками села була родина Чайковських.
Відомо, що сільським війтом був Онуфрій Баб'як (~1894), Олекса Кузів (~1912), Микола Расяк (~1920). Перед першою світовою війною до громадської ради, яка допомагала війту урядувати в селі, входили радні Василь, Микола та Михайло Баб'яки, Федір Дмитрів, Григорій Гевко, Микола Зелінський, Микола Лисневич, Микола Панчишин, Іван Прийма, Іван та Яким Пришляки. Мабуть що це були найкращі люди села.
За даними перепису 1921 року, у Дусанові мешкало 1268 осіб, серед яких 1181 греко-католик, 58 римо-католиків та 29 юдеїв.
В квітні 1939року польська влада заборонила діяльність в селі Дусанів :  читальні "Просвіта", товариств "Рідна школа","Сільський господар", "Союз українок".

##### Археологія села.
Влітку 1932 р. Я. Пастернак провів невеликі за обсягом розкопки могильників носіїв культури шнурової кераміки у селах Дусанів та Якторів Перемишлянського повіту [Пастернак, 1933б, с. 124]. У 1934 р. археолог дослідив ще одну могилу в Дусанові і подав консерватору короткий звіт, з якого довідуємося, що “в днях 31.V–1.VI розкопав в Дусанові пов. Перемишляни на полі Яна Верстина одну могилу і знайшов в ній лише пару дрібних фрагментів кераміки, і кілька спалених (?) людських кісток. Виходячи з того, що розкопана могила знаходилася досі під спеціальною консерваторською опікою п. конс. Піотровського, – ласкаво прошу повідомити відповідні органи влади, що власник поля може це місце зорати і засіяти – не маючи надалі права самостійно розкопати другу могилу, яка знаходиться поруч з першою (розкопаною)”  .

## Пам'ятки, релігія
У селі діє храм святого Архистратига Михаїла. Також збереглася римо-католицька каплиця-мавзолей, збудована на початку XX століття, але у дуже занедбаному стані.А ще є УПЦ  Вознесіння Христового ,яка побудована в 1992р.

## Відомі люди
- Котельницький Григорій Володимирович (псевдо: «Шугай», «Петренко») — український військовий діяч, вістун, хорунжий (1.10.1944), поручник (15.04.1945), сотник (22.01.1946), курінний УПА, командир куреня «Дружинники», командир Тактичних відтинків ТВ-11 «Пліснисько» і ТВ-15 «Яструб» 2-ї Військової округи «Буг»[3]; відзначений Срібним хрестом бойової заслуги 1 класу (25.04.1945)[4][5][3]; загинув 26 січня 1946 року в лісі біля села. Нині криївку, у якій загинув «Шугай», відновлено і встановлено меморіальну таблицю.
- Лев Кекіш (1886—1920) — український військовик, сотник УГА, правник.
- Владислав Віктор Чайковський (23 грудня 1844, с. Дусанів — 3 жовтня 1917, Баден) — польський шляхтич, громадсько-політичний діяч[6].
- Лещишин Богдан Григорович (25.10.1982 + 12.03.2022), підполковник Національної гвардії України в/ч 3018 смт. Гостомель, Київська область.

Героїчно загинув захищаючи Батьківщину у російсько-українській війні.
24.03.2022 з усіма почестями похований на  рідній землі в селі Дусанів неподалік сімейного склепу.
25.04.2022 посмертно присвоєно звання героя України з удостоєнням ордена «Золота зірка».